# Dukuhmaja (Songgom)
Dukuhmaja is een bestuurslaag in het regentschap Brebes van de provincie Midden-Java, Indonesië. Dukuhmaja telt 4929 inwoners (volkstelling 2010).